# 高橋一馬
高橋 一馬（たかはし かずま、1978年4月17日- ）は、青森県出身の元アイスホッケー選手。青森県八戸市議会議員。

## 概要
八戸工大一高→早稲田大学から西武鉄道アイスホッケー部、コクド、HC日光アイスバックスを経てECHLのユタ・グリズリーズ、SPHLのルイジアナ・アイスゲイターズでプレーした後、日光神戸アイスバックスに復帰した。アイスホッケー選手時代のポジションはフォワード。
これまでに世界ジュニアアイスホッケー選手権（1997年、1998年）、ユニバーシアード（1999年、2001年）で日本代表に選出されたことがある。
北米在住中、アメリカコーチングライセンス"LEVEL3,LEVEL4"取得。中学校・高等学校の教員免許も保持。
2011年（平成23年）4月 八戸市議会議員選挙に無所属で立候補し、当選した。